# Alex Cuba
Alexis Puentes, (Artemisa, 29 de março de 1974) mais conhecido pelo seu nome artístico Alex Cuba, é um cantor e compositor cubano-canadense. Ele já ganhou diversos prêmios, entre eles, o Juno Awards, Grammy Awards e Grammy Latino.

## Discografia
Os irmãos Puentes
- 2001: Morumba Cubana

Solo
- 2004: Humo de Tabaco
- 2007: Agua del Pozo
- 2009: Alex Cuba
- 2012: Ruido En El Sistema - Static In The System
- 2015: Healer
- 2017: Lo Único Constante